# Zen Pinball
 (septembre 2012).
Si vous disposez d'ouvrages ou d'articles de référence ou si vous connaissez des sites web de qualité traitant du thème abordé ici, merci de compléter l'article en donnant les références utiles à sa vérifiabilité et en les liant à la section « Notes et références ».
Zen Pinball est une série de jeux vidéo de pinball développé et édité par Zen Studios. D'abord sorti sur PlayStation 3 via le PlayStation Network, le jeu est ensuite sorti sur Android, iOS et Nintendo 3DS.
Le jeu était une version multiplateforme de la série Pinball FX développée par le même studio et édité par Microsoft sur Xbox 360, Windows et Steam jusqu'en 2017 avec la sortie de Pinball FX3.

## Jouabilité
Le jeu se joue comme le vrai billard électrique (flipper). Le joueur lance d'abord la boule avec le bouton X sur console PlayStation, le bouton A sur console Nintendo et l'écran tactile sur iOS et Android. Lorsque la boule est sur la table, il faut éviter qu'elle ne quitte la table par le centre ou les côtés en contrôlant les flippers (les flips en Europe) avec les gâchettes R et L de la manette ou l'écran tactile sur iOS et Android. Il est possible de simuler le brassage de la machine pour jouer avec la physique de la table, ce qui peut éviter certaines sorties. Pour augmenter le score, récupérer certaines boules, et obtenir des boules supplémentaires, il faut suivre les indications affichées sur l'écran de contrôle et/ou indiquées par le jeu de lumières sur la table.
Il y a plusieurs angles de vue que l'on peut choisir pour voir la partie.

## Versions
Les versions du jeu exploitent les capacités du support sur lequel on joue.

### Zen Pinball (PS3)
Première version (2009), sortie avec 4 tables par défaut (Tesla, El Dorado, Shaman et V12) auxquelles s’ajoutent 3 tables additionnelles parues en téléchargement sur Pinball FX, une téléchargeable exclusive au PSN et 4 tables additionnelles faites pour Pinball FX2 et Zen Pinball. La table téléchargeable Paranormal sort en 2010 sur PS3 et an plus tard sur Xbox 360.
Comparées à Pinball FX2 et aux versions pour autres supports (sauf la version Nintendo 3DS), les tables de la série Marvel Pinball sont disponibles dans un jeu séparé.

### Zen Pinball THD (Android)
Sortie en décembre 2011 en même temps que la version iOS. Le jeu est gratuit et vient avec la Table Sorcerer's Lair comme table par défaut et est lancé avec deux tables additionnelles de Marvel Pinbal (Fantastic Four et Wolverine) qui sont chacune disponible individuellement. Plus de tables sortent quelques mois après le lancement.
Il se joue seulement sur les supports avec un processeur Tegra.

### Zen Pinball (iOS)
Sortie en même temps que Zen Pinball THD, le jeu est gratuit et vient avec la table Sorcerer's Lair comme table par défaut, mais dans les tables additionnelles de Marvel Pinball lancées avec le jeu Fantastic Four est remplacé par Captain America. Fantastic Four sera disponible en téléchargement quelques mois plus tard en même temps que Captain America sur Android. Plus de tables sortent quelques mois après le lancement.

### Zen Pinball 3D (3DS)
Sortie en décembre 2011 en Europe et en janvier 2012 en Amérique du Nord, cette version utilise la 3D de la console pour le jeu. Les 4 tables par défaut sont Shaman, Excalibur, El Dorado et Earth Defense.
Comme la première version pour PS3, les tables de la série Marvel Pinball sont disponibles dans un jeu séparé.

### Zen Pinball 2 (Mac)
Sorti en 2012, le jeu est gratuit avec Sorcerer's Lair et offre plusieurs des tables de la version iOS en contenu téléléchargeable payant et les tables de Williams (disponible sur Pinball FX3) sont disponibles dans cette version.

### Zen Pinball 2 (PS3 et PS Vita)
Sorti en septembre 2012, le jeu est gratuit et est une version améliorée de Zen Pinbal sorti en 2009 sur le PSN pour PS3 offrant une structure de tournois améliorée, la possibilité de jouer avec la 3D, la possibilité d'importer les tables de Zen Pinball dans le jeu, la possibilité de partager les tables de la version PS3 sur la version Vita, la possibilité de jouer les démos des tables avant de les acheter et inclut les tables Marvel Pinball qui étaient disponibles séparément du premier jeu. Le jeu est lancé en même temps que la table additionnelle Plants vs. Zombies.

### Zen Pinball HD (Android)
Sorti en décembre 2012, le jeu est une nouvelle version de Zen Pinball THD toujours proposé gratuitement avec Sorcerer's Lair et les autres tables en contenu téléchargeable payant. Il peut être joué maintenant aussi sur les supports sans processeur Tegra et propose deux options pour les deux types de supports.

### Zen Pinball 2 (Wii U)
Sortie le 31 janvier 2013 en Europe et en mars 2013 en Amérique du Nord, cette version est gratuite et permet de jouer à partir de la manette Wii U GamePad à part de la télé. Inclut un système de Tournois, un classement National, un mode multijoueur qui permet de jouer en écran partagé (un joueur sur GamePad et un autre sur la télé) ou avec le mode HotSeat des autres versions. Le jeu est sorti avec le catalogue complet des tables multiplaformes (excluant la table Street Fighter II) et il est possible de télécharger les démos avant de les acheter.
Contrairement aux autres versions, les tables de la série Star Wars Pinball sont seulement disponible dans un jeu séparé.

### Zen Pinball 2 (PS4)
Sorti en décembre 2013, le jeu est le même que la version PS3 mais avec une amélioration graphique, Il est possible d'importer ses tables PS3. Le jeu est gratuit avec Sorcerer's Lair. L'intégrale du catalogue n'est pas disponible au lancement.

### Zen Pinball Party (iOS)
Sortie prévue pour la fin 2021 sur iOS via Apple Arcade, propose plusieurs des tables actuelles de Zen et Williams disponible sur Pinball FX3 et de nouvelles exclusives basées sur trois films de DreamWorks Animation et la franchise My Little Pony.

## Tables
Zen Studios met souvent sur Pinball FX et Zen Pinball des tables additionnelles en téléchargement. Certaines tables sont exclusives à un support.

### Originales
Zen Classic
- Shaman
- El Dorado
- Tesla
- V12

Zen Core
- Biolab
- Secret of the deep
- Rome
- Pasha

Iron & Steel
- Wild West Rampage
- CastleStorm (Basé sur un jeu du même studio)

Tables Individuelles
- Earth Defense
- Excalibur
- Mars
- Paranormal
- Sorcerer's Lair
- Epic Quest

### Franchises Hors-Collections
- Super Street Fighter 2
- Ninja Gaiden Sigma 2
- Plants vs. Zombies
- Super League Football (une table avec 8 habillages visuels différents)
- The Walking Dead
- Portal
- My Little Pony
- Peanuts: Snoopy
- Garfield

### Marvel Pinball
Non disponible sur Zen Pinball 1 et Zen Pinball 3D.
Pack Original
- Spider-Man
- Iron Man
- Wolverine
- Blade

Vengeance & Virtue
- Ghost Rider
- Moon Knight
- Thor
- X-Men

Avengers Chronicles
- World War Hulk
- The Infinity Gauntlet
- Fear Itself
- Avengers (Basé sur le film)

Women of Power
- A-Force
- Champion

Tables Individuelles
- Captain America
- Fantastic Four
- Civil War
- Doctor Strange
- Deadpool
- Guardians of the Galaxy
- Venom
- Avengers: Age of Ultron
- Ant-Man (Basé sur le film)

### Star Wars Pinball
Non disponible sur la version Wii U
Pack Original
- Star Wars, épisode V : L'Empire contre-attaque
- Boba Fett
- Star Wars: The Clone Wars

Balance of the Force
- Star Wars, épisode VI : Le Retour du Jedi
- Darth Vader
- Star Wars: Starfighter Assault

Heroes Within
- Star Wars, épisode IV : Un nouvel espoir
- Han Solo
- Star Wars: Droids (Non basé sur le dessin animé du même nom)
- Star Wars: Masters of the Force

The Force Awakens
- Star Wars, épisode VII : Le Réveil de la Force
- Might of the First Order

Solo Pack
- Solo: A Star Wars Story
- Calrissian Chronicles
- Battle of Mimban

Tables Individuelles
- Star Wars: Rebels
- Rogue One

### South Park Pinball
- South Park Super Sweet Pinball
- South Park Butters' Very Own Pinball

### Balls of Glory (Dessin Animés Adulte de Fox)
- Family Guy
- Bob's Burgers
- American Dad
- Archer

### Aliens vs. Pinball
- Aliens, le retour
- Alien vs. Predator
- Alien: Isolation

### Bethesda Pinball
- Doom
- The Elder Scrolls V: Skyrim
- Fallout

### Universal Classic
- Back to the Future
- Les dents de la mer
- E.T. l’extraterrestre

### Jurassic World Pinball
- Jurassic World
- Jurassic Park (basée sur le premier film)
- Jurassic Park Pinball Mayhem

### Williams Pinball
Volume 1
- Fish Tales
- The Getaway: High Speed II
- Medieval Madness
- Junkyard

### Dreamworks Animation
- Trolls
- Kung-fu Panda
- How to train your Dragon